# Eriskay
Eriskay, in het Schots-Gaelisch: Eirisgeidh, is een eiland van de Schotse Buiten-Hebriden. De naam is afgeleid van het Oudnoords en betekent Erics Eiland. Het eiland heeft een aantal dorpen, waarvan Haun het grootste is. Hier bevindt zich St Michael's Church.
De grond van Eriskay is ongeschikt voor landbouw en veeteelt, aangezien het eiland bestaat uit gneiss met daarover een turflaag. De bewoners leven voornamelijk van de visserij, met name op haring. In 1841 had Eriskay een populatie van ongeveer 80 inwoners, in 1881 was dat aantal tot 466 gestegen vanwege het succes van de visserij. In 1991 was de populatie gedaald tot 179 inwoners, en tot 133 in 2001.
In 2001 werd Eriskay door een stenen dam, de Eriskay Causeway verbonden met South Uist. Het eiland heeft een veerverbinding met Barra.
De hoogste heuvels op Eriskay zijn Ben Scrien met 186 meter en Ben Stack met 123 meter.
In 1941 strandde het schip SS Politician bij Eriskay met aan boord een cargo van 20 000 vaten whisky bestemd voor de Amerikaanse markt. Sir Compton MacKenzie schreef hierover in 1947 een bekende roman, Whisky Galore, die in 1949 werd verfilmd als Whisky Galore!.
Tevens is Eriskay bekend als landingsplaats van de Fransen ter voorbereiding van de Slag bij Culloden waarbij de Schotten samen met de Fransen probeerden de troon van Engeland weer katholiek te maken.
Eriskay heeft een inheems ponyras, de Eriskay pony. Dit zeldzame huisdierras werd in het verleden op de kleine boerderijtjes gebruikt en komt sinds de jaren 1970 in halfwilde kudde voor op Holy Isle.

## Afbeeldingen

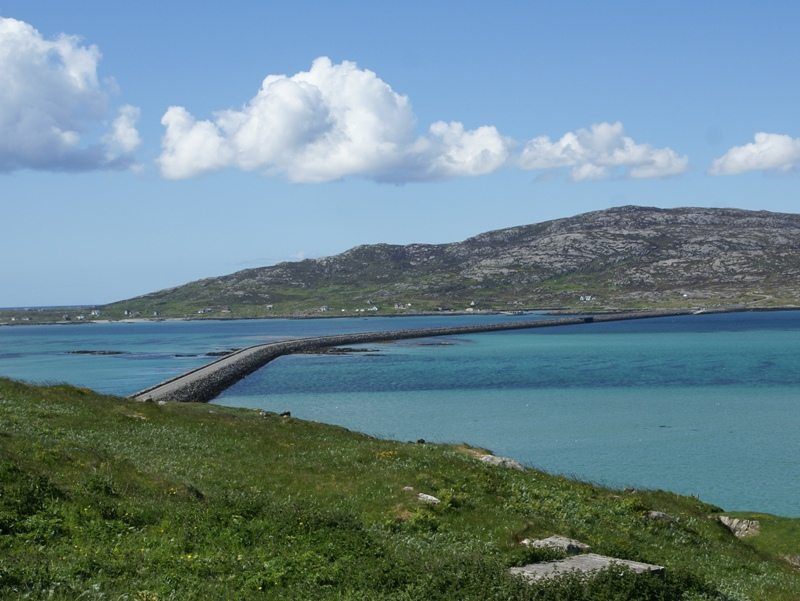
De stenen dam met weg die Eriskay met South Uist verbindt
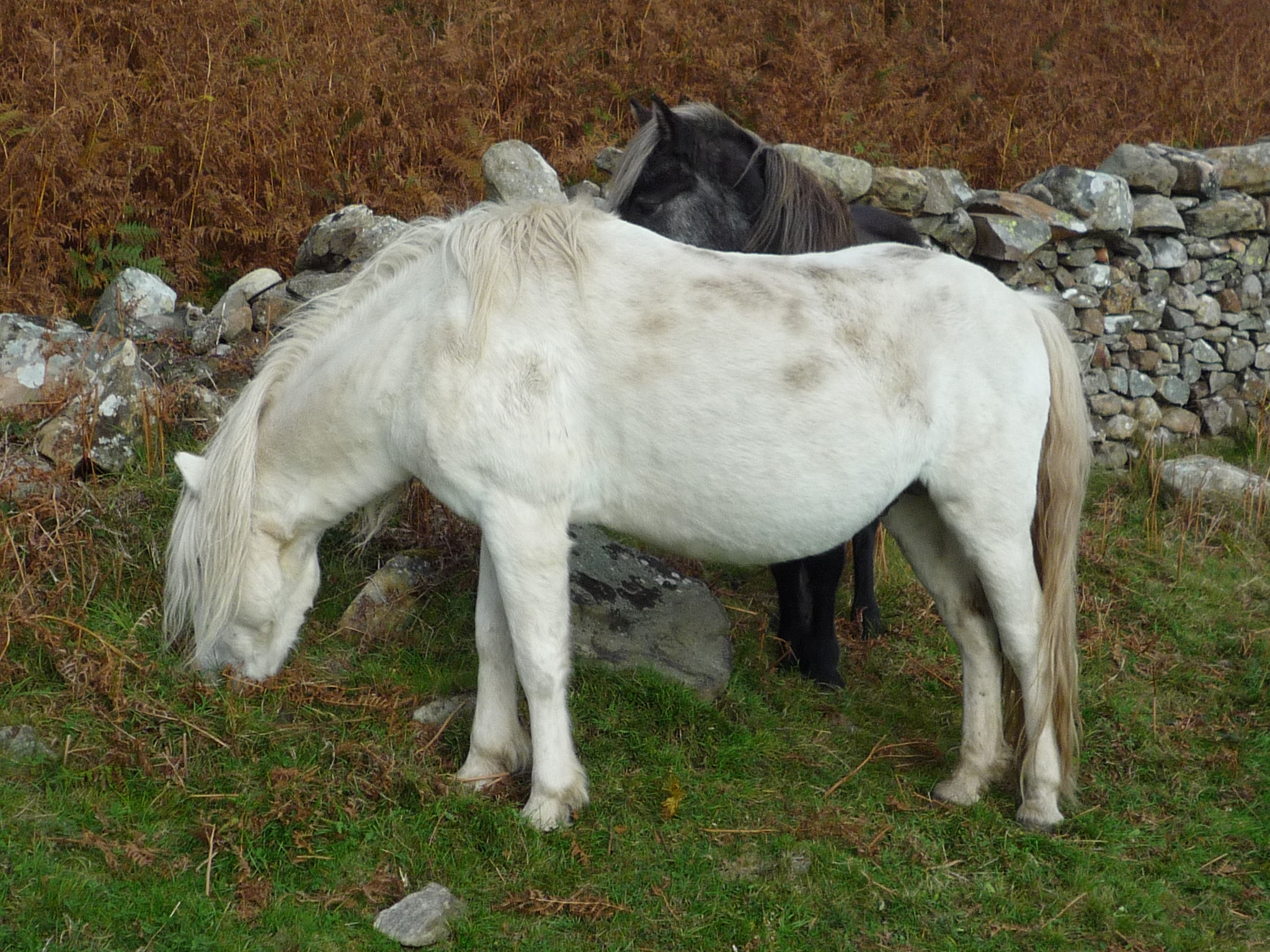
Eriskay pony's on Holy Isle